# Selja (Varbla)
Selja – wieś w Estonii, w prowincji Parnawa, w gminie Varbla.